# Os spongieux

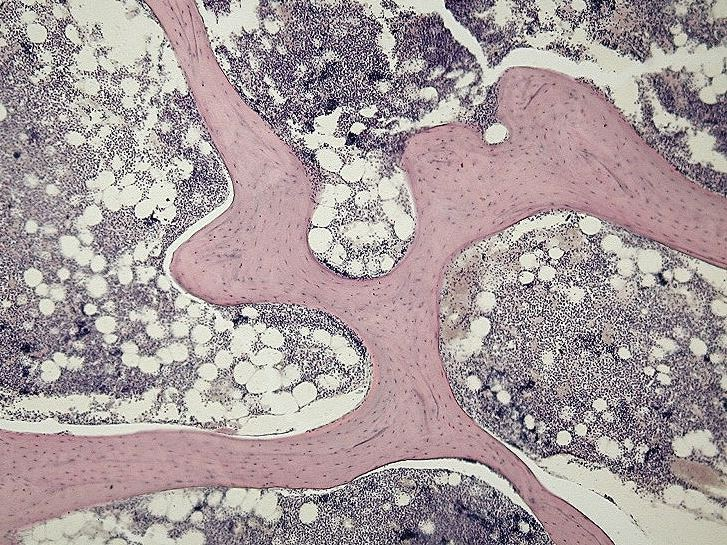
Os spongieux

L'os spongieux (ou os trabéculaire ou tissu spongieux ou substance spongieuse) est un tissu osseux  constitutif des os. Il est formé de lamelles osseuses organisées en trabécules et en petites cavités. 
Il ne possède pas de système de Havers.
Il constitue la partie centrale des os courts, des épiphyses des os longs et des diploës des os plats.
Il est friable avec un aspect en éponge. Il présente une surface d'échange beaucoup plus importantes que l'os cortical et il est très vascularisé. 
Il représente 20% de la masse osseuse mais présente une surface d'échange égale à 10 fois celle de l'os compact.
Les cavités sont remplies de moelle osseuse rouge ou d'air dans les os pneumatiques. Les trabécules sont recouvertes d'une fine couche de tissu conjonctif formant l'endoste.

## Aspect clinique
L'os spongieux est le plus touché par l'ostéoporose.